# Új-kaledóniai labdarúgó-szövetség
Az új-kaledóniai labdarúgó-szövetség (franciául: Fédération Calédonienne de Football Új-Kaledónia nemzeti labdarúgó-szövetsége. 1928-ban alapították. Az OFC-nek 1969-től, a FIFA-nak 2004-től a tagja.
A szövetség szervezi az új-kaledóniai labdarúgó-bajnokságot és kupát valamint működteti az új-kaledóniai labdarúgó-válogatottat.